# Леонард II фон Таксис
Леонард II фон Таксис (на немски: Leonhard II von Taxis; на френски: Leonard II de Tassis; * 5 юли 1594, Брюксел; † 23 май 1628, Прага) е граф на Таксис (1624 – 1628), от 1624 до 1628 г. главен наследствен пост-майстер на имперската поща на Свещената Римска империя, Нидерландия и Бургундия.

## Биография
Той е единственият син на граф Ламорал фон Таксис (1557 – 1624), генерален имперски постмайстор на имперската поща в империята, Лотарингия и Бургундия, и съпругата му графиня Геновева фон Таксис († 1628), дъщеря на Серафин II фон Таксис (1538 – 1582, имперски и испански кралски постмастер на Аугсбург, Рейнхаузен, Диделсхайм и Росхауптен, и съпругата му Изабела (Елизабета) фон Таксис († 1602 или 1604).
С възпитанието на Леонард II се занимава първо дядо му Леонард I фон Таксис († 1612), който ръководи пощата в Испанска Нидерландия и от 1597 г. също и императорската имперска поща.
На 29 юни 1616 г. Леонард II се жени в Прага за контеса Александрина де Рие-Варакс (кръстена на 1 август 1589 в Брюксел; † 26 декември 1666), дъщеря на граф Филиберт де Рие-Варакс (1540 – 1597), испански генерал на артилерията, губернатор на Намюр и Гелдерн, и съпругата му Клодина дьо Турнон (1540 – 1600).
На 8 юни 1624 г. Леонард II, заедно с баща му Ламорал фон Таксис, е издигнат на имперски граф от император Фердинанд II.
Той умира внезапно на 23 май 1628 г. в императорския двор в Прага, Чехия, на 33 години. Вдовицата му Александрина ръководи пощата до 1646 г. до пълнолетието на синът им Ламорал II Клаудиус Франц. Император Фердинанд II дава съгласието си на 1 август 1628 г. за тази ѝ служба.

## Деца
Леонард II и Александрина имат две деца:
- Геновева Анна (1618 – 1663), омъжена ок. 1637 г. за Зигизмунд Сфондрати, маркиз ди Монтафие († 1652)
- Ламорал II Клаудиус Франц фон Турн и Таксис (1621 – 1676), граф на Турн и Валзасина и генерален-имперски постмайстор на имперската поща, Нидерландия и Бургундия